# Zeb Atlas
Andy Bick (n. Portland, Oregón; 15 de octubre de 1970) es un modelo, fisicoculturista, bailarín erótico, cantante, empresario y actor porno conocido artísticamente como Zeb Atlas.

## Biografía
Zeb Atlas ha posado para reconocidos fotógrafos como Michael Kilgore, Alex Ardenti, Warren Zennon, Dale Bolivarm, David Vance, Victor Cody, Alexander Plata, Steven Underhill o Richard Allan. Ha trabajado con Hot Product, OhMan Studios, St. Petes, Idiom, Ltd. y Studio Jenkins Jake Cruice Videos, entre otras productoras de cine para adultos.
Sus filmes y sesiones de fotos han ido dirigidas hacia el público tanto heterosexual como homosexual, pero mayoritariamente hacia este último.
Es fundador y propietario de ProteinHouse.
Ha grabado canciones con Diana Ross y Pearly Gates.

## Filmografía
Atlas ha aparecido en más de 30 películas. Zeb fue un descubrimiento de Body Image Productions, pero se independizó profesionalmente para gestionar sus negocios personalmente. Vive en Las Vegas.
| Año  | Película                                     | Compañía                | Notas                                                                       |
| ---- | -------------------------------------------- | ----------------------- | --------------------------------------------------------------------------- |
| 2002 | Body Solo                                    | Body Image Productions  |                                                                             |
| 2003 | Zeb Atlas: The Caretaker                     | Muscle Gods Productions |                                                                             |
| 2003 | Zeb Unzipped: Part 1                         | Dynamite Studios        |                                                                             |
| 2003 | Zeb Atlas Signature Series                   | Body Image Productions  |                                                                             |
| 2004 | Zeb Unzipped: Part 2 - Zeb Reloaded          | Dynamite Studios        |                                                                             |
| 2004 | Zeb Atlas                                    | Body Image Productions  |                                                                             |
| 2005 | Bodybuilders' Jam X                          | JimmyZ Productions      |                                                                             |
|      | Kona                                         |                         |                                                                             |
|      | Hawaii Tropic                                |                         |                                                                             |
|      | Man by the Pool                              |                         |                                                                             |
|      | Captain Zeb                                  |                         |                                                                             |
|      | Streets of the Key West                      |                         |                                                                             |
|      | Folsom Prison Blues                          |                         |                                                                             |
|      | See Me - Feel Me and Hear Me                 |                         |                                                                             |
|      | Hotel California                             |                         |                                                                             |
|      | Four Seasons Sensations                      |                         |                                                                             |
|      | Under Water Odyssey at Blue Lagoon           |                         |                                                                             |
| 2005 | Taking It All Off                            | HW Studios              |                                                                             |
|      | Roughing It Up On the Beach                  |                         |                                                                             |
|      | Take a Walk in the Wild Side                 |                         |                                                                             |
|      | Zen of the Motorcycle                        |                         |                                                                             |
| 2005 | A Powerhouse Admidst the Falling Water       | HW Studios              |                                                                             |
|      | A Western Love Song - Hart and the Hayloft   |                         |                                                                             |
|      | The Farm Hand Behind the Barn, Coming of Age |                         |                                                                             |
|      | The Mechanic Tools and the Mechanic Grease   |                         |                                                                             |
|      | Zeb and Magnum Boulder at South Pointe       |                         |                                                                             |
| 2005 | Playboy of the Vegas Scene                   | HW Studios              |                                                                             |
|      | Lay Afternoon                                |                         |                                                                             |
|      | Live at the Axis                             |                         |                                                                             |
| 2005 | Savage Garden                                | HW Studios              |                                                                             |
| 2005 | The Rock-Hard Giant                          | HW Studios              |                                                                             |
| 2005 | The Rippling Creek                           | HW Studios              |                                                                             |
|      | Working Hard                                 |                         |                                                                             |
| 2006 | Bodybuilders' Jam 10                         | Jimmy Z Productions     |                                                                             |
| 2006 | Zeb Atlas: A God In Paradise                 | Zeb Atlas Productions   | Duración 105 min.                                                           |
| 2007 | The Hitchhiker                               | MuscleGods              |                                                                             |
| 2007 | Mark Meets Zeb: The Texas Two Step           | Zeb Atlas Productions   |                                                                             |
| 2007 | Zeb's Vegas Adventure                        | Zeb Atlas Productions   | También la dirige, duración 117 min.                                        |
| 2007 | Hitchhiker: Zeb Atlas                        | Zeb Atlas Productions   |                                                                             |
| 2007 | Mark Meets Zeb: The Texas Two Step           | Zeb Atlas Productions   | Con otras de las grandes estrellas porno como Mark Dalton. Duración 95 min. |
| 2007 | Zeb's Vegas Adventure                        | Zeb Atlas Productions   |                                                                             |
|      | Bodybuilders' Jam 23                         | JimmyZ Productions      |                                                                             |
| 2008 | Ocotillo                                     | ManifestMen             |                                                                             |
| 2008 | Zeb Atlas Serviced                           | Jake Cruise Media       |                                                                             |
| 2008 | Best Men                                     | Falcon Entertainment    |                                                                             |
| 2008 | Best Men Part2 - The Wedding Party           | Falcon Entertainment    |                                                                             |